# 나디아 테레슈키에비치
나디아 테레슈키에비치(프랑스어: Nadia Tereszkiewicz, 1996년 3월 24일 ~ )는 프랑스의 배우이다. 2022년 영화 《포에버 영》을 통해 세자르상 신인여우상과 뤼미에르상 신인여우상을 수상했다.

## 출연 작품

### 영화
- 더 댄서 (2016)
- 정사: 두 여자 (2019) - 노라 역
- 온리 디 애니멀스 (2019) - 마리옹 역
- 베이비시터 (2022) - 에이미 역
- 포에버 영 (2022)
- Mon crime (2023) - 마들렌 베르디에 역

### 텔레비전
- 징벌 (2020) - 나탈리 역